# Bam Margera
Brandon Cole "Bam" Margera, född 28 september 1979 i West Chester, Pennsylvania, är en amerikansk skateboardåkare, skådespelare och programledare, känd från bland annat TV-programmet Jackass samt hans egna shower Viva La Bam och Bam's Unholy Union. Han har också medverkat i en av Bloodhound Gangs musikvideor.

## Biografi
Margera föddes och växte upp i West Chester, Pennsylvania utanför Philadelphia. Han började som tonåring att spela in små kortfilmer där han och hans kompisar gör stunts, åker skateboard och retas med andra människor (ungefär som Jackass). CKY står för Camp Kill Yourself och är även namnet på hans bror Jess Margeras rockband. MTV fick tag i de här små filmerna. De gillade konceptet och började sända CKY på sin kanal. Efter CKY så blev programmet Jackass till, under ledning av Johnny Knoxville, där Bam också medverkade tillsammans med sina kompisar. I Margeras sällskap ingick Ryan Dunn (1977–2011), Chris Raab, Brandon Dicamillo, Rake Yohn, hans föräldrar Phil och April, och hans farbror Vincent Margera ("Don Vito").
Margera har regisserat och spelat i filmen Haggard. Filmen är baserad på en sann berättelse om Ryan Dunns före detta flickvän. Margera är också känd som en skicklig skateboardåkare och han är sponsrad av bland annat Adio och är med i skatingteamet Element.
Bam Margera är god vän med skateboardproffset Tony Hawk och även Ville Valo som sjunger i det finska rockbandet HIM. Han är också en av huvudpersonerna i skatingspelet Tony Hawks pro skater. Bam Margeras favoritlåt är HIM - Sigillum Diaboli. Han har även gjort en tatuering med låtens namn på sig, och även loggan på sin vänstra arm.
Han har tatueringar på sin kropp med Heartagram, en symbol skapad av Ville Valo. Bam Margera har också använt heartagramet i Viva La Bam och på sina designade skateboards.
Margeras farfar gav honom smeknamnet Bam ("pang") när han var tre år och hela tiden råkade springa in i väggar.

## Privatliv
Margera var tidigare förlovad med Jenn Rivell, en frånskild ensamstående mamma. Rivell spelade en framträdande roll i flera av hans projekt och paret verkade vara sambo i olika episoder av Viva La Bam. Paret avslutade relationen 2005.
Margera förlovade sig 2006 med barndomsvännen Melissa "Missy" Rothstein.
Förberedelserna inför deras bröllop, den 3 februari 2007 i centrala Philadelphia, skildrades i MTV-serien Bam's Unholy Union. I juli 2009 fick Margera föras till sjukhus med ambulans på grund av alkoholförgiftning. Margera sade senare att han druckit på grund av äktenskapsproblem. Paret gick sedan på äktenskapsrådgivning två gånger i veckan. I början av november 2012 meddelades det att paret har skilt sig. Mellan 2013 och 2024 var han gift med Nicole Boyd. Tillsammans fick de en son. Sedan 2024 är han gift med modellen Dannii Marie.
Bam Margera har talat öppet om att han lider av bulimi och alkoholmissbruk.

## Filmer
- CKY Landspeed
- CKY2K
- CKY3
- CKY 4: Latest & Greatest
- Haggard
- Viva la bam 2003 - 2006
- Grind
- Adio: One Step Beyond
- Elementality Vol. 1
- Elementality Vol. 2
- Minghags The Movie
- Bam's Unholy Union
- Bam Margera Presents: Where the#$&% Is Santa?
- 2000 - Jackass (TV-serie)
- Jackass: The Movie
- Jackass Number Two
- Jackass 2.5
- Jackass 3D (2010)
- Jackass 3.5 (2010)
- Bam's World Domination (2010)
- Dream Seller (2011)